# Sceptea
Sceptea is een geslacht van vlinders van de familie dominomotten (Autostichidae), uit de onderfamilie Symmocinae.

## Soorten
- S. aberratella Busck, 1907
- S. decedens Walsingham, 1911